# Friedensbot
Das Friedensbot ist ein Rechtsinstitut im liechtensteinischen Verwaltungsrecht zur Verhinderung von unmittelbaren Handlungen, welche die Ruhe oder den Frieden in einer Gemeinde stören oder gefährden. Es handelt sich dabei rechtsdogmatisch um einen verfahrensfreien Verwaltungsakt (präventivpolizeiliche Maßnahme).

## Friedensbieter
Das Rechtsinstitut des Friedensbots gemäß Art. 138 liechtensteinisches Landesverwaltungspflegegesetz (LVG) ermächtigt Ortsvorsteher, Gemeinderäte, Landweibel, Ortspolizisten oder die Ortsweibel in Liechtenstein
- innerhalb ihres Amtsgebietes und
- unter ausdrücklicher Bekanntgabe ihrer Amtseigenschaft
- in gröblichen, öffentlichen Streitigkeiten, die in Tätlichkeiten überzugehen scheinen oder die bereits in solche ausgeartet sind,
- den streitenden oder tätlichen Personen, „sofern sie nicht selbst dazu gehören“, förmlich unter Bussandrohung Ruhe und Frieden zu bieten (Art. 138 Abs. 1 LVG).[3] Ortsvorsteher, Gemeinderäte, Landweibel, Ortspolizisten oder Ortsweibel (Friedensbieter) können auch andere zulässige Maßnahmen, z. B. Verwarnungen gem. Art. 146 LVG, polizeiliche Verwahrung gem. Art. 133 LVG, unmittelbaren Verwaltungszwang nach Art. 131 LVG, sonstige Verwaltungsstrafen Art. 139 ff LVG etc. einsetzen, um Ruhe und Frieden wiederherzustellen.

## Verfahren
Ruhe und Frieden ist von der Amtsperson (Friedensbieter) unter den vorgenannten Voraussetzungen förmlich dreimal den streitenden oder tätlichen Personen laut zu bieten.

## Sanktionen
Kommen die zur Ruhe und Frieden  aufgerufenen Personen der Aufforderung nicht nach und setzen den Streit oder die Tätlichkeiten fort, so kann, unter Vorbehalt sonst etwa anwendbarer Strafbestimmungen,
- eine Friedensbusse bis zu 50 Franken[4], im Uneinbringlichkeitsfalle
- 24 Stunden Haft,

verhängt werden (Art. 138 Abs. 2 LVG).